# Sakura Haruno
Sakura Haruno (春野 サクラ, Haruno Sakura) est un personnage du manga Naruto créé par Masashi Kishimoto. Elle est le personnage féminin principal de la série, bien qu'elle n'y était pas destinée au départ. Kishimoto avait quelques difficultés pour la dessiner au début de la série, ce qui est la source de certaines caractéristiques physiques du personnage, tel son large front.
Son prénom, Sakura, est typiquement japonais et renvoie à l'emblème national du cerisier ornemental ; d'ailleurs ses cheveux, d'une couleur caractéristique blond platine nuancé de rose pâle, rappellent la couleur des fleurs de cet arbre : le Prunus serrulata.  
Dans l'univers de la série, Sakura est une jeune kunoichi du village de Konoha. Elle fait partie de l'équipe 7, composée à l'origine, en plus d'elle-même, de Naruto Uzumaki, Sasuke Uchiwa et de leur professeur Kakashi Hatake. Au début de la série, elle éprouve des sentiments amoureux envers Sasuke tout comme son amie d'enfance, Ino Yamanaka, qui devient pour cela sa rivale. Naruto, quant à lui, est clairement amoureux de Sakura, mais cette dernière ne lui montre que du mépris. 
Toutefois, ses sentiments pour Naruto évolueront tout au long de la série, notamment dans la deuxième partie, et se transformeront (au fur et à mesure de l'évolution et de la maturation du personnage de Naruto lui-même) en affection sincère, admiration, compréhension, voire amitié et loyauté indéfectibles. 
Mais ses sentiments amoureux et son élan du cœur la porteront toujours vers le ténébreux Sasuke, malgré les difficultés relationnelles de ce dernier liées à la tragédie de son enfance et au massacre de sa famille, engendrant un désir de vengeance inextinguible et aveugle contre le village caché de Konoha qu'il tient pour responsable de ce massacre. Malgré aussi l'ambivalence persistante du personnage de Sasuke qui se dissipera seulement à la fin de la deuxième partie, au fur et à mesure de l'évolution de ses relations avec son grand frère Itachi Uchiwa, et du dévoilement des dessous cachés de cette tragédie. 
Finalement, devenus adultes, Sakura et Sasuke se marieront ; ils auront ensemble une fille, Sarada Uchiwa, amie et coéquipière de Boruto le fils de Naruto (devenu le 7e Hokage) et de Hinata Hyuga. 
Dans la seconde partie du manga : Naruto shippuden, Sakura est devenue une jeune femme volontaire et forte (à tous points de vue). Elle a aussi pris conscience que, par sa faute, Naruto a beaucoup souffert et elle veut à présent agir afin que son ami n'ait plus à tout gérer seul. Elle ira même jusqu'à tenter de tuer seule Sasuke (lequel est fourvoyé à corps et cœur perdus dans la noirceur de son désir de vengeance au point d'y laisser son âme et de basculer du « côté obscur ») pour éviter que ce fardeau n'incombe à Naruto. 
Sakura apparait dans de nombreux produits dérivés de la série incluant la série animée, la totalité des films ainsi que plusieurs jeux vidéo. Elle apparaît beaucoup dans les 9e, 10e, 14e et 16e génériques de fin de Naruto Shippuden. Le 9e générique d'ouverture de la série est consacré à ses sentiments pour Naruto et Sasuke et à l'assistance au combat entre ses deux compagnons. Sakura apparaît aussi dans un OAV à l'occasion de la vente de t-shirts de la série au magasin Uniqlo à Paris le 28 décembre 2010.
Elle reçut des critiques positives des médias spécialisés dans l'anime, le manga ou le jeu vidéo. Les critiques saluèrent le développement de sa personnalité et de son rôle tout au long de la série. Le personnage de Sakura est plutôt populaire parmi les lecteurs, se retrouvant régulièrement bien placé dans les sondages de popularités. Elle fait également l'objet d'un marchandisage important, incluant peluches et porte-clés.

## Création et conception
Bien que Sakura soit l'un des personnages les plus récurrents de la série, Masashi Kishimoto ne voulait pas à l'origine faire d'elle l'une des héroïnes du manga. Kishimoto attribue cette volonté initiale à son incapacité à dessiner de bonnes héroïnes. Il fit donc de Sakura une fille incapable de comprendre les hommes ce qui était, pour lui, le mieux de ce qu'il pouvait faire. La création de Sakura est le résultat du désir de Kishimoto  de faire un personnage irritant mais bien intentionné. Malgré ses éléments, Kishimoto déclare grandement apprécier ce personnage, sentant que ses traits de caractères sont communs à beaucoup de personnes, lui donnant un côté très humain.
La couleur très caractéristique et rare de ses cheveux, qui apparaissent blond platine dans le manga en noir et blanc mais sont en fait rose très pâle (dans les couvertures en couleurs ou les animes), évoque la fleur du cerisier dont elle porte le nom : le sakura. 
En concevant Sakura, Kishimoto s'est concentré sur sa silhouette et a créé un costume aussi simple que possible, au contraire de bien d'autres personnages, à la garde-robe plus élaborée. L'une des caractéristiques de son costume sont ses jambières, qui servent, selon Kishimoto, à montrer qu'elle est une jeune fille très active. Au début de la série, ces dernières tombent jusqu'en dessous du genou et ressemblent à un pantalon de type “pantacourt” ou “legging corsaire”. Tout au long de la première partie, elles se raccourcissent et deviennent plus moulantes. Lors de l'élaboration du design de Sakura pour la deuxième partie du manga, Kishimoto décida de la doter de vêtements plus pratiques pour le combat mais aussi plus sexy, les bras et les jambes étant davantage découverts.
Du fait également de son incapacité initiale à dessiner de bons personnages féminins, Kishimoto ne parvenait pas à la rendre « mignonne » au début de la série. Bien qu'il pense qu'elle soit devenue de plus en plus mignonne tout au long de la série, Kishimoto ainsi que la plupart du staff de Naruto s'accordent à dire que Sakura était « loin d'être mignonne » au début de la série.
Une autre caractéristique de Sakura est la largeur de son front. À cause de cet élément, Kishimoto prend énormément de temps à la dessiner, que ce soit dans le manga ou dans les dessins promotionnels et d'artbook.

Cosplays de Sakura
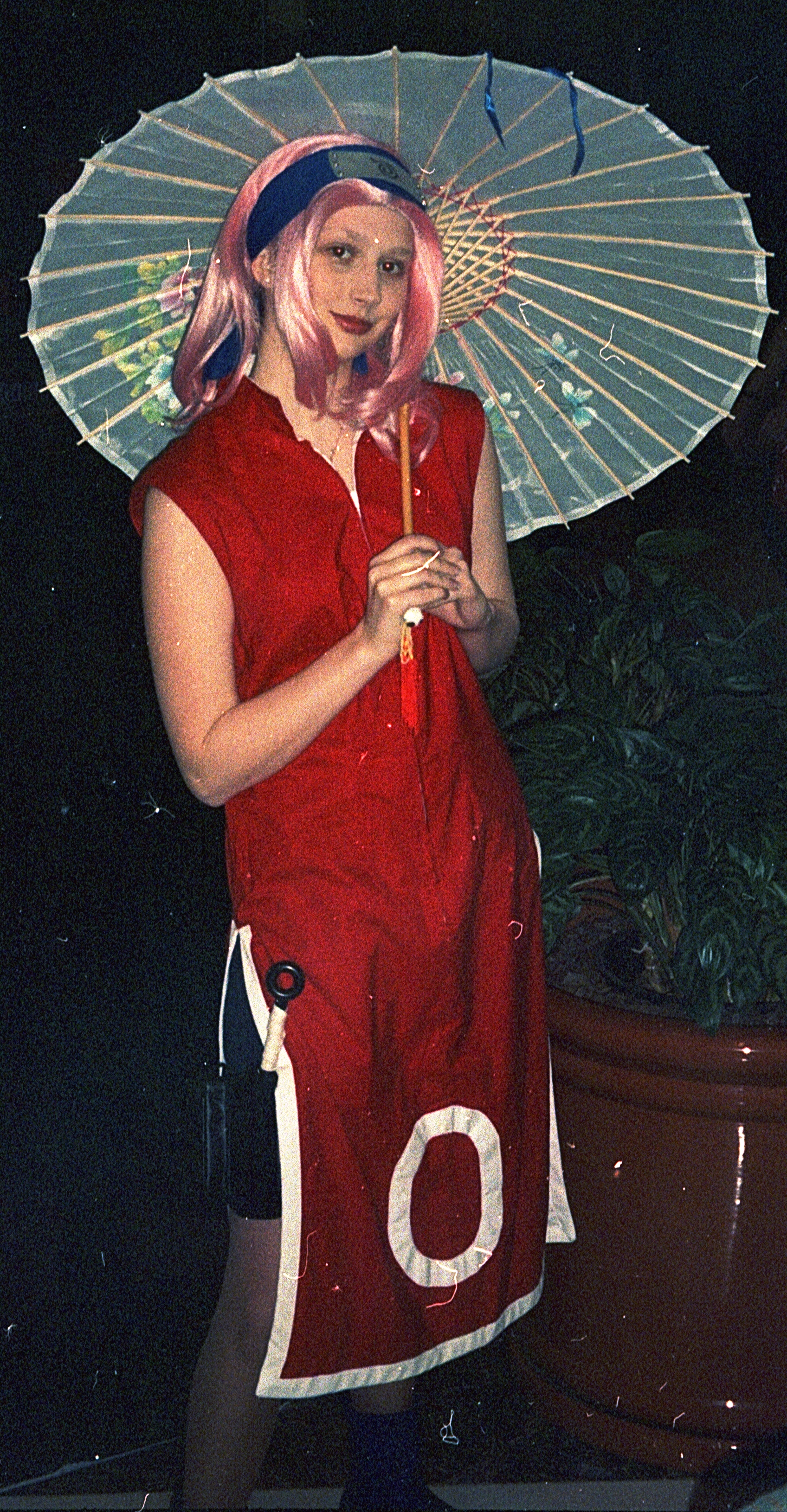
Version romantique.
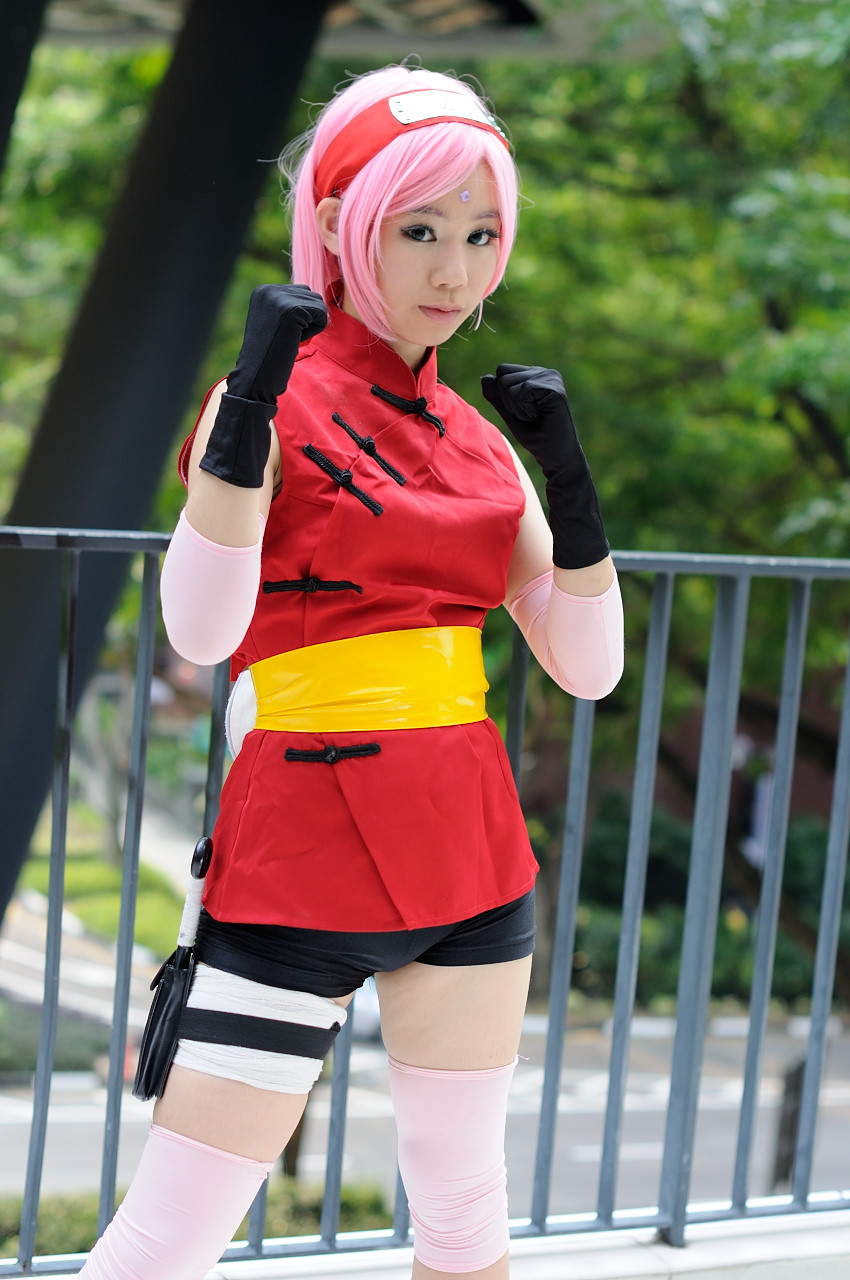
Version combattante, en garde.
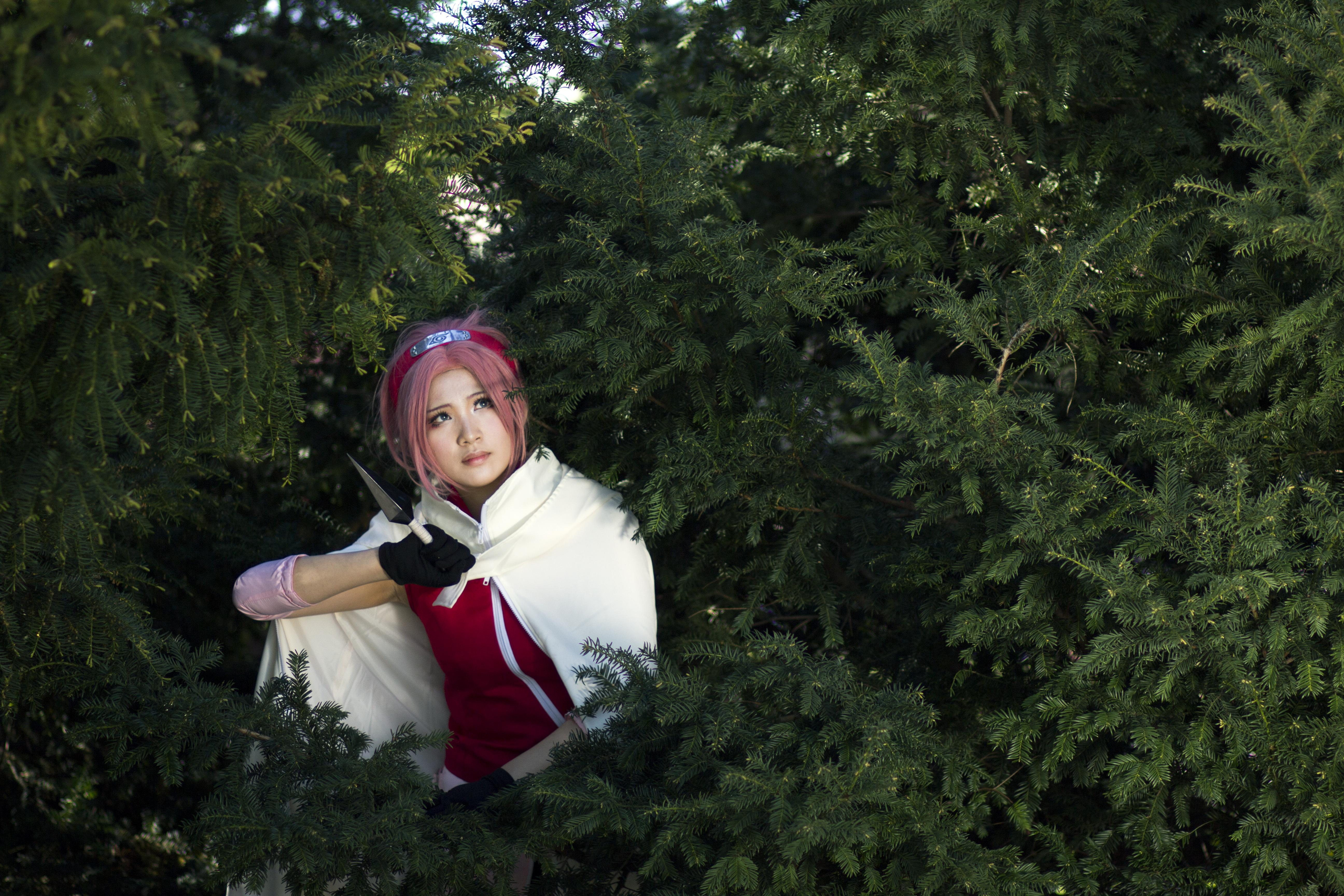
Version guerrière...
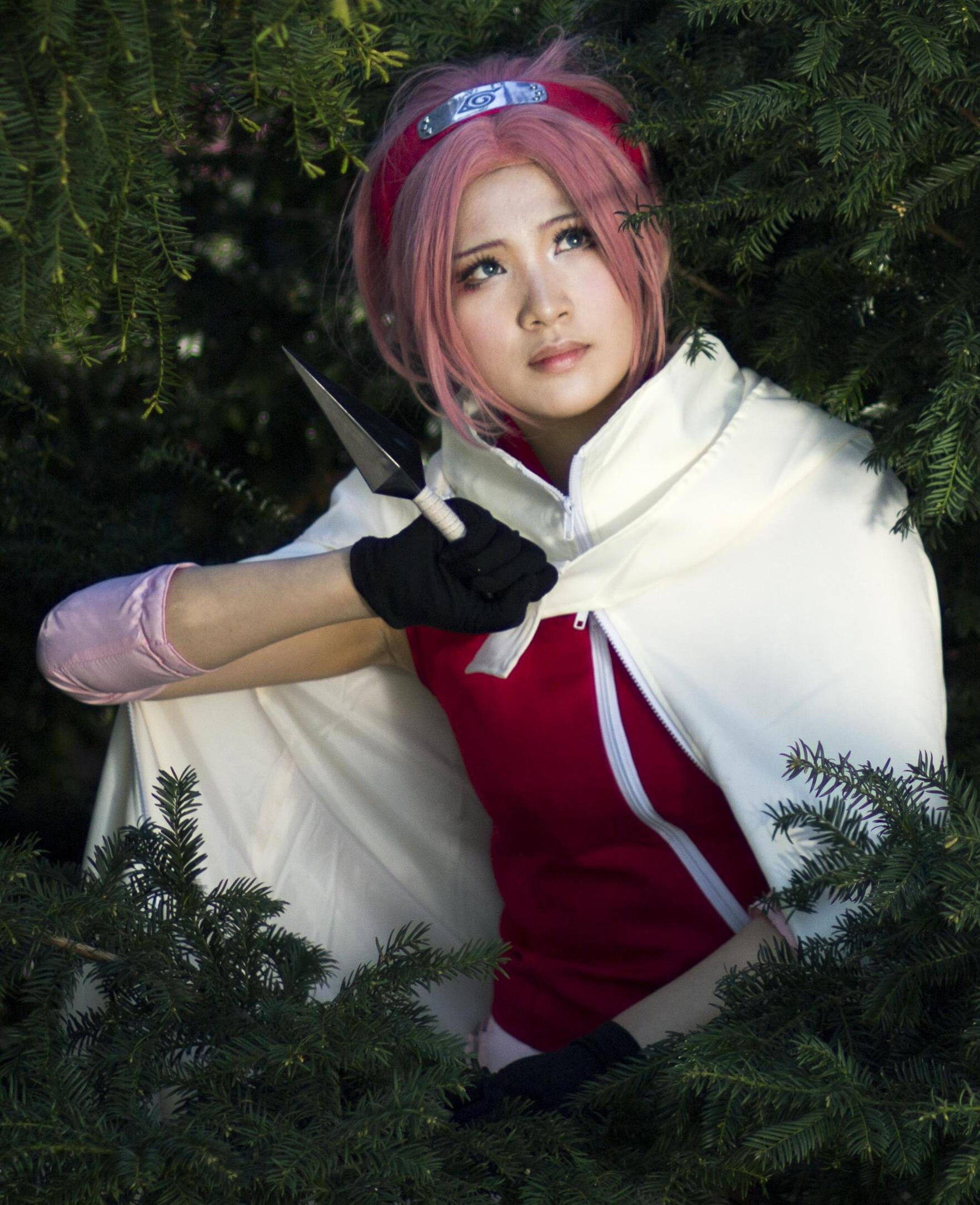
...à l'affut...
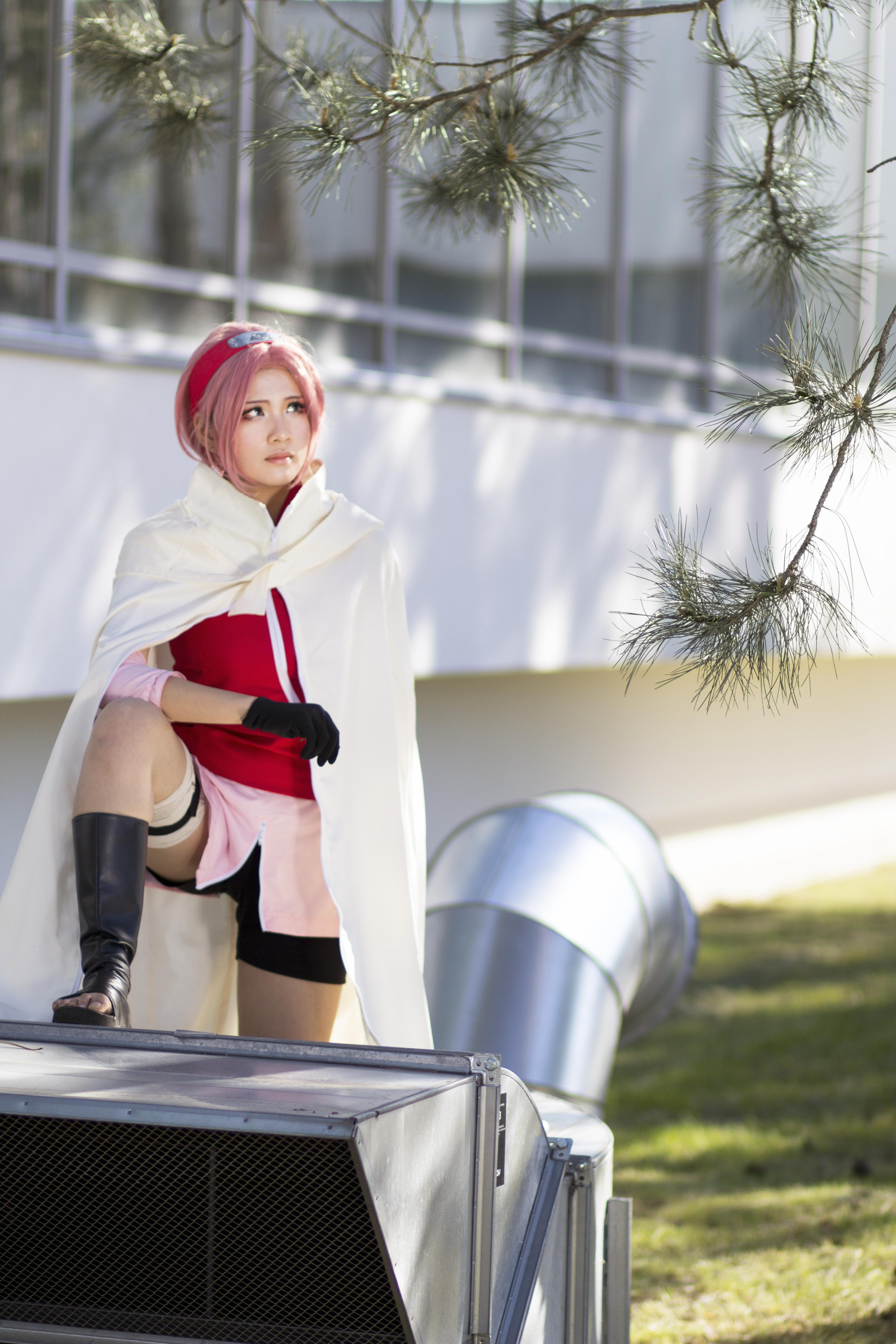
...prête à tout.

## Profil

### Histoire

#### Enfance
Dans son enfance à l'académie, Sakura, timide à l'époque, se faisait traiter régulièrement de « gros front », ce qui la complexait. Ino Yamanaka lui offrit alors un ruban pour qu'elle n'ait plus peur de se montrer, en lui disant qu'elle était un « bouton de fleur qui ne demandait qu'à éclore ».
Ino la défendait également contre les autres filles de sa classe ; naquit alors une amitié entre Ino et Sakura, qui perdura jusqu'à ce qu'elles tombent toutes deux amoureuses de Sasuke, devenant alors rivales. Sakura a alors rendu à Ino le ruban, symbole de leur amitié pour le remplacer par le bandeau frontal protecteur de Konoha.

#### Formation à Konoha
Sakura est connue pour être particulièrement brillante en cours à l'académie (c'est elle qui explique le principe du chakra à ses compagnons ; c'est également sur elle que Ino Yamanaka choisit de copier durant l'épreuve « théorique » de l'examen chūnin). À la fin de sa scolarité, elle intègre l'équipe 7 avec Naruto Uzumaki qui est secrètement amoureux d'elle, et Sasuke Uchiwa pour qui elle a des sentiments, sous la tutelle de Kakashi Hatake.
Inscrite à l'examen des chunin, elle réussit la première épreuve sans difficulté puis dans la forêt de la mort, est témoin de la scène où Orochimaru appose une marque maudite à Sasuke. Ce dernier lui fait promettre de ne rien dire à Naruto au sujet de cette marque.
Orochimaru envoie ensuite son équipe pour tester Sasuke, tandis que Naruto et Sasuke sont inconscients. Dosu, Kin et Zaku l’assaillent alors, et Kin l’attrape par les cheveux, la tenant en soumission ; elle lui fait remarquer la qualité de sa chevelure et lui reproche de passer plus de temps à prendre soin d’elle qu’à son entrainement. Sakura coupe alors ses cheveux et se libère, juste avant que Sasuke ne se réveille et mette en déroute l’équipe du village du Son.
Lors des éliminatoires, Sakura affronte sa rivale Ino qui éprouve aussi des sentiments amoureux envers Sasuke, mais leur combat se termine en match nul. Un mois plus tard, durant la phase finale de l'examen, elle assiste à la victoire de Naruto sur Neji et au combat opposant Sasuke à Gaara. Elle prend alors conscience de la différence de niveau qui la sépare de ses camarades, et d'à quel point elle est pitoyable.
Alors qu'Orochimaru attaque Konoha, Sakura se retrouve avec Naruto à la poursuite de Sasuke et de Gaara. Ils interviennent au moment où Gaara s'apprête à porter le coup de grâce à Sasuke, paralysé par sa marque maudite après avoir utilisé trop de chakra. Sakura s'interpose, mais piégée par le sable de Gaara, elle perd conscience, laissant à Naruto le soin de vaincre Gaara.
À la suite d'une confrontation avec son frère Itachi Uchiwa qui recherchait Naruto pour le compte d'Akatsuki, Sasuke se retrouve à l'hôpital gravement blessé. Alors qu'elle lui rend visite à l'hôpital de Konoha, accompagnée de Naruto, Sakura assiste impuissante à l'affrontement de ses deux camarades sur le toit de l'hôpital, Sasuke ayant commencé à développer un complexe d'infériorité à cause de ses échecs lors de ses derniers combats.
L'intervention opportune de Kakashi dans leur duel, puis ses sermons aux deux garçons n'y changent rien : Sakura surprend Sasuke, qui, déçu par ses progrès, s'apprête à fuir le village pour rejoindre Orochimaru qui lui a promis plus de puissance.
Incapable de l'arrêter, elle demande alors à Naruto de lui promettre de ramener Sasuke à tout prix au village. À la frontière du Pays du Feu, après un long combat, Naruto essuie un premier échec mais garde tout le poids de cette promesse faite à Sakura.

#### Formation avec Tsunade
Se sentant inutile et ne voulant plus faire tout reposer sur les épaules de Naruto, Sakura demande à Tsunade de l'entraîner pour devenir une ninja médecin. Peu de détails de cette période sont montrés, mais on la voit une fois lors de sa formation avec la cinquième Hokage : elle soigne un poisson et Tsunade se dit qu'elle est très douée, qu'elle n'avait pas vu une personne avec autant de talent depuis Shizune. L'entraînement avec Tsunade dure trois années au cours desquelles ses progrès sont fulgurants. Au retour de Naruto à Konoha, les deux amis sont mis à l'épreuve par Kakashi, sous les ordres de Tsunade. On observe alors une métamorphose complète des capacités de la kunoichi. Sakura parvient à retrouver son ancien maître Kakashi sous la terre en transperçant le sol avec un simple coup de poing au grand étonnement de tout le monde. Kakashi analyse ses capacités par le fait qu'elle concentre un maximum de chakra sur une partie de son corps, lui donnant cette force herculéenne, technique utilisée par Tsunade en combat. Mais Sakura n'a pas seulement appris la force herculéenne et les techniques de soins auprès de Tsunade : à force de rester auprès d'elle, Sakura a également hérité de son tempérament et cela effraie parfois Naruto ou Jiraya, voire Kakashi.
Envoyés par Tsunade au village de Suna, Sakura et son équipe ont pour objectif d'apporter leur aide à ce village allié. À son arrivée, elle s’aperçoit que Kankurô est gravement empoisonné. À la suite d'une opération particulièrement compliquée et grâce à ses talents hors du commun en tant que ninja médical, elle parvient à extraire le poison de l'organisme de Kankurô et à concocter un antidote que même la vieille Chiyo n'avait pas réussi à préparer. Par la suite, ils se rendent dans le repère de l'Akatsuki pour sauver Gaara. S'ensuit alors un combat féroce opposant d'un côté Chiyo et Sakura et, de l'autre, Sasori, ninja déserteur du village de Suna ayant rejoint Akatsuki. Elle décide de se laisser diriger par les fils de marionnettiste de Chiyo et fait une nouvelle démonstration de sa force dévastatrice. On peut s’apercevoir qu'elle a acquis un sens extraordinaire d'observation de l'ennemi lui permettant d'éviter sans problème les attaques de Sasori en analysant ses mouvements de doigts lorsqu’il manipule ses pantins, et parvient grâce à une ruse à détruire l'arme principale de son ennemi. Au moment où Chiyo tente de ressusciter Gaara, elle dit à Sakura qu'elle est une jeune femme extraordinaire, qui lui ressemble avec une combativité semblable à celle des hommes, et qu'elle pourrait bien surpasser Tsunade.

#### Le Conseil des cinqkage
À cause de l'attaque des cinq kage par Sasuke durant le « Conseil des cinq kage », et des reproches de Saï qui lui explique à quel point la promesse que lui a faite Naruto de ramener Sasuke fait souffrir le jeune ninja, Sakura semble perdue sur ses sentiments. Elle fait à Naruto une déclaration d'amour, à laquelle celui-ci ne croit pas. Il pense en effet qu'elle s'est auto-persuadée de le délier de sa promesse et qu'elle se ment à elle-même (dans la version originale, elle utilise la particule kun — réservée aux amis masculins — pour Sasuke et pas pour Naruto)[pourquoi ?]. 
Après la confrontation qui s'ensuit, Sakura ne semble guère affectée d'avoir été repoussée et, s'éloignant de Naruto, elle s'excuse en pensée envers lui. Elle demande ensuite de l'aide à Kiba pour retrouver Sasuke avec Lee et Saï. Elle a en effet décidé d'aller tuer Sasuke elle-même pour en finir, et part avec quelques compagnons qu'elle endort en route. Elle rejoint Sasuke lorsqu'il s'apprête à achever Karin, et lui propose de le rejoindre. Elle lui déclare qu'elle s'en est voulue de ne pas l'avoir suivi lorsqu'il a quitté le village, et qu'elle ne veut plus avoir de regrets. Lorsque Sasuke lui révèle ses projets (détruire Konoha, entre autres), elle ajoute qu'elle est prête à exécuter tous les ordres qu'il lui donnera. Sasuke lui demande alors de prouver sa loyauté en achevant Karin. Bien sûr toute son attitude de soumission est feinte — sinon les sentiments qui lui restent pour Sasuke : les projets de ce dernier lui font horreur et ne peuvent que la conforter dans sa détermination d'en finir, il n'est bien sûr pas question pour elle, médecin habituée à soigner et à sauver, d'achever Karin. Mais Sasuke n'est pas dupe, raison pour laquelle il met à l'épreuve ce ralliement à sa cause, caressant un moment l'idée opportune d'avoir un médecin dans son équipe, ou tout au moins simulant cet intérêt pour sa proposition.  
Alors que Sakura s'apprête en fait à retourner son arme contre Sasuke, ce dernier tente de l'éliminer par derrière, lorsque Kakashi s'interpose, l'en empêche de justesse et constate : « Tu es tombé bien bas, Sasuke ! ». Sakura quitte alors le lieu du combat avec Karin qu'elle a pour mission de soigner. Sakura, tout en soignant Karin, est totalement bouleversée par la transformation de Sasuke. Après avoir apporté les premiers soins à la jeune fille, Sakura tente de nouveau sa chance pour tuer Sasuke, profitant que celui-ci ait la vue en baisse, mais ses souvenirs la tourmentent et elle ne se résout pas à porter le coup. Sasuke s'apprête donc à la tuer, quand elle est soustraite à son attaque par Naruto arrivé in extremis. Elle assiste ensuite au combat entre Naruto et Sasuke, et apprenant que Naruto réalise qu'il ne pourra pas convaincre Sasuke et devra porter sa haine, quitte à mourir avec lui en le combattant, elle fond en larmes. Sakura se reproche d'être la même qu'il y a 3 ans et réalise qu'elle ne peut faire qu'une seule chose : croire en Naruto et Sasuke. À la suite du combat, elle soigne Naruto blessé par Sasuke avec le kunai qu'elle avait empoisonné, et s'excuse auprès de Kiba, Lee et Saï de les avoir endormis.
De retour au village, Sakura apprend que Tsunade est réveillée de son coma et informe Naruto de la bonne nouvelle.

#### La4egrandeguerre ninja
Sakura participe à cette quatrième grande guerre ninja déclarée par Tobi lors du conseil des cinq kage, pendant lequel les cinq nations ont créé une alliance. Elle fait partie de la division des combattants à proche et moyenne distance dirigée par Kakashi.
Après que son équipe a affronté et vaincu les zombies de Zabuza et Haku invoqués par la technique de la «Réincarnation des âmes» de Kabuto, Sakura est finalement intégrée dans l'unité de l'assistance médicale dirigée par Shizune. Pendant que Sakura et son équipe soigne des blessés, Zetsu tente de l’assassiner en prenant l’apparence de Neji, mais elle le démasque, et participe à l’analyse de ses capacités. Plus tard, elle est attaquée à nouveau par deux clones de Zetsu ayant pris l’apparence d’un couple de ninjas blessés, mais un clone de Naruto les détruit rapidement.
Sakura rejoint ensuite le champ de bataille avec l'Alliance ninja afin de prêter main-forte à Naruto, Kakashi, Gaï et Killer Bee, rejoints plus tard par Sasuke, dessillé et qui s'est enfin rallié, ainsi que par les anciens Hokage réincarnés par Orochimaru, confrontés à Obito, Madara et Jûbi.
Elle aide ensuite Naruto, Sasuke, Kakashi et un Obito repenti dans leur lutte face à Kaguya Ôtsutsuki, puis tente sans succès de raisonner Sasuke lorsqu’il décide de tuer Naruto et d’imposer la paix par la force dans le monde ninja.
À la fin du combat entre Naruto et Sasuke, très éprouvant mais qui se solde par un match nul, elle les soigne en leur évitant de mourir d’hémorragie, et Sasuke s’excuse envers elle pour son comportement. Alors que ce dernier est réintégré au village pour services rendus par Kakashi devenu le 6e Hokage, Sakura souhaite l’accompagner durant le voyage de rédemption qu’il compte effectuer, mais il refuse ; elle est cependant réconfortée par sa promesse de retour et l'attention qu'il commence à lui porter.

#### The Last
Dans le film Naruto the Last, le film, Sakura, promue au rang de Jõnin, fait partie de l’équipe envoyée pour secourir Hanabi enlevée par Toneri Ôtsutsuki, avec Naruto, Hinata, Shikamaru et Saï. Elle encourage Hinata à se déclarer à Naruto, et aide ce dernier à reprendre confiance en lui après la disparition de Hinata, mais elle aussi souffre de l'absence de Sasuke. À la fin du film, elle assiste à leur mariage.

#### Naruto Gaiden

Le « Mangekyo Sharingan » de Sarada, le pouvoir héréditaire des pupilles du clan Uchiwa. Ce puissant dōjutsu (« technique d’œil » ou « art d'utiliser les pupilles ») leur permet d'accéder à une vision translucide et à des techniques de combat particulières et exceptionnelles, après l'“éveil” de leur œil-sharingan au cours de leur progression en tant que ninja ou shinobi.

15 ans après la 4e grande guerre ninja, Sasuke et Sakura se sont mariés et ont une fille ensemble : Sarada. Sakura élève seule sa fille, son mari étant parti en mission de longue durée peu après la naissance de Sarada pour protéger le village jusqu’à ce qu’il croise Shin, un ancien sujet de test d’Orochimaru. Lorsque sa fille commence à se poser des questions sur ses origines et sur les sentiments que porte son père à sa mère, Sarada décide de partir, accompagnée de Chôchô, à la rencontre de son père pour obtenir des réponses, rejointes par Naruto qui les sauve d'une attaque de Shin.
La jeune Uchiwa demande au 7e Hokage de lui parler de son père, mais celui-ci raconte sa version de l'histoire. Lorsqu'elle retrouve enfin son père, Sarada lui pose des questions sur son passé, ce qu'il fait en dehors du village, mais Sasuke lui rétorque que cela ne la regarde en rien. Alors que Sasuke et Naruto sont en difficulté face au Shin original et ses clones, Sakura arrive à temps pour sauver son mari, sa fille et son meilleur ami. Mais elle se fait ensuite enlever dans une autre dimension par Shin qui l'oblige à le soigner en utilisant les organes d’un de ses clones. Lorsque Sasuke et Naruto parviennent, accompagnés de Sarada et Chôchô, à la rejoindre, elle participe au combat contre les clones de Shin qui tuent l'original. Sarada, prête à tout pour protéger sa mère, met les clones de Shin hors d'état de nuire en un seul coup de poing, combinant son Sharingan (hérité de son père Sasuke) et sa force herculéenne (plutôt héritée du chakra de sa mère). Alors que tout est rentré dans l’ordre, Sarada demande à son père si ses sentiments envers sa mère sont sérieux. Celui-ci lui répond que oui, puisque son existence en est la preuve. Après être resté quelques jours à Konoha pour passer du temps avec sa famille, Sasuke décide de repartir sur les routes, prend sa fille dans les bras et lui tapote le front avec une pichenette en lui promettant « qu'ils se reverront vite ».

### Caractéristiques

#### Personnalité
Dès le début de la série, Sakura tombe follement amoureuse de Sasuke Uchiwa, à cause notamment de son attitude et de ses talents prodigieux. De ce fait, la plupart des apparitions de Sakura au début de la série se contentent de montrer ses efforts vains afin de gagner son affection. Par la suite, elle se comporte davantage comme sa coéquipière et est la première à comprendre que Sasuke est prêt à abandonner le village de Konoha dans sa quête de pouvoir. Lorsque ses craintes deviennent réalité à la fin de la première partie de la série, elle fait tout pour empêcher Sasuke de partir. Sakura confesse même les sentiments qu'elle éprouve à son égard mais ce dernier, quoique touché par ses mots, choisit tout de même de quitter Konoha. 
Depuis lors, Sakura s'est fixé comme principal objectif de ramener à tout prix Sasuke à Konoha avec l'aide de Naruto. C'est d'ailleurs dans ce rôle qu'elle est représentée dans la deuxième partie du manga. Toujours inquiète à son sujet, elle interdit quiconque de lui manquer de respect. Tout d'abord, lors de ses retrouvailles avec ce dernier après le conseil des cinq kage, Sakura tente de l'éliminer elle-même mais tourmentée par ses souvenirs, elle ne se résout pas à porter le coup. Puis lors de la quatrième grande guerre ninja, après avoir reçu une lettre d’amour d’un ninja qu’elle a soigné, elle repousse gentiment ce dernier en disant qu'elle est déjà amoureuse de quelqu’un, et repense à Sasuke. Ses sentiments pour Sasuke n'ont pas changé durant la seconde partie de la série jusqu'à la quatrième grande guerre ninja : lorsque ce dernier décide de combattre aux côtés de l'Alliance Shinobi et avant le retour de Madara, Kakashi remarque que les sentiments que Sakura éprouve semblent différents, mais qu’elle considère toujours comme son devoir d’éloigner Sasuke du chemin obscur qu’il a pris. Avant le combat final entre Naruto et Sasuke, Sakura confesse à nouveau ses sentiments pour ce dernier, mais il lui répond qu’elle est agaçante, avant de la plonger dans une illusion, déclarant ne pas s'intéresser à elle, et ne pas comprendre l’attrait qu’il suscite. Après le combat entre Naruto et Sasuke, elle accepte les excuses de ce dernier et lui demande de l’accompagner dans son voyage expiatoire, déprimée par son refus, mais vite réconfortée par sa promesse de retour et l’attention qu’il commence à lui porter.

Cosplays de Sakura et Sasuke
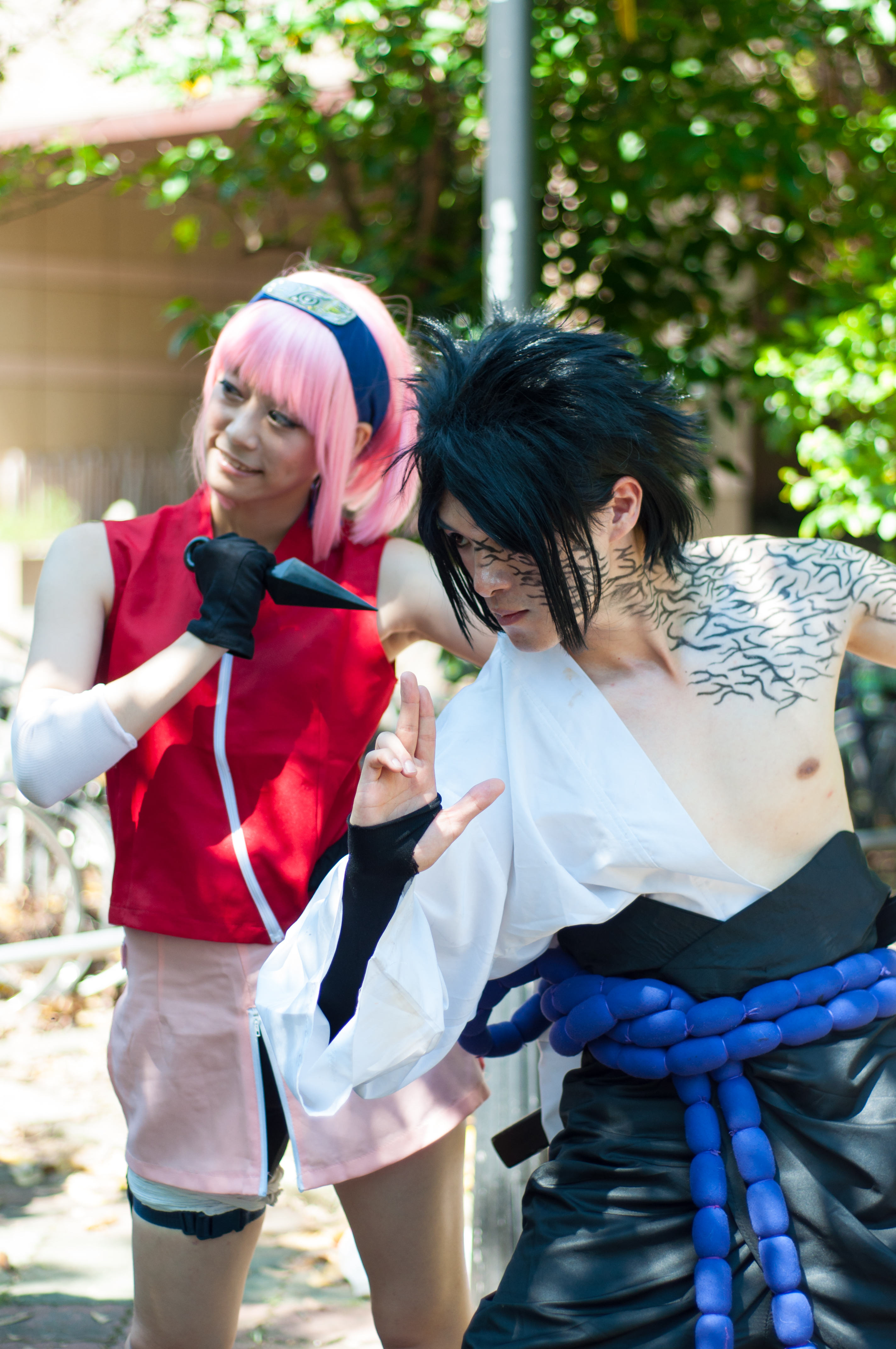
.
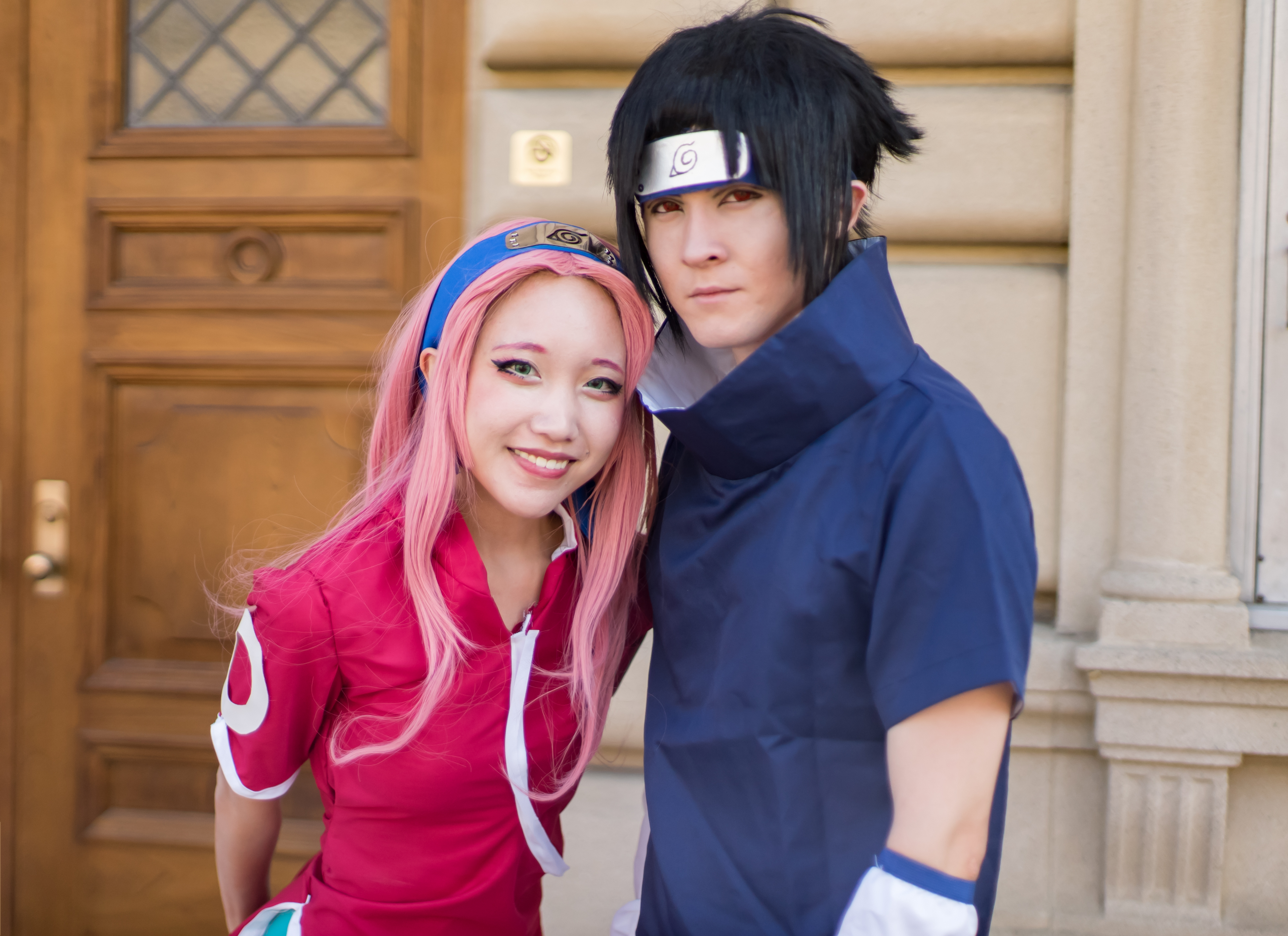
.

Sasuke/Naruto : entre les deux son cœur balance-t-il ?
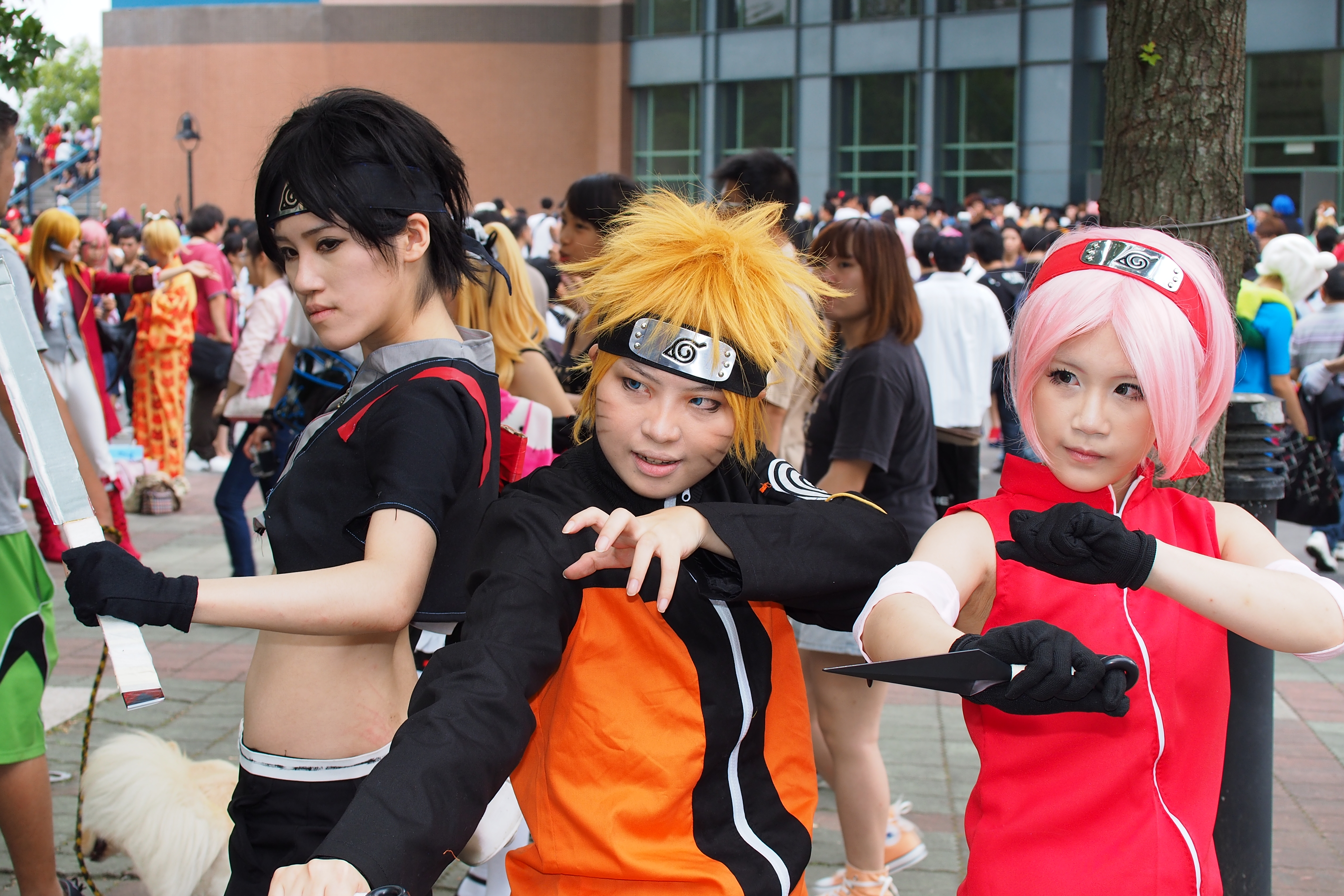
.
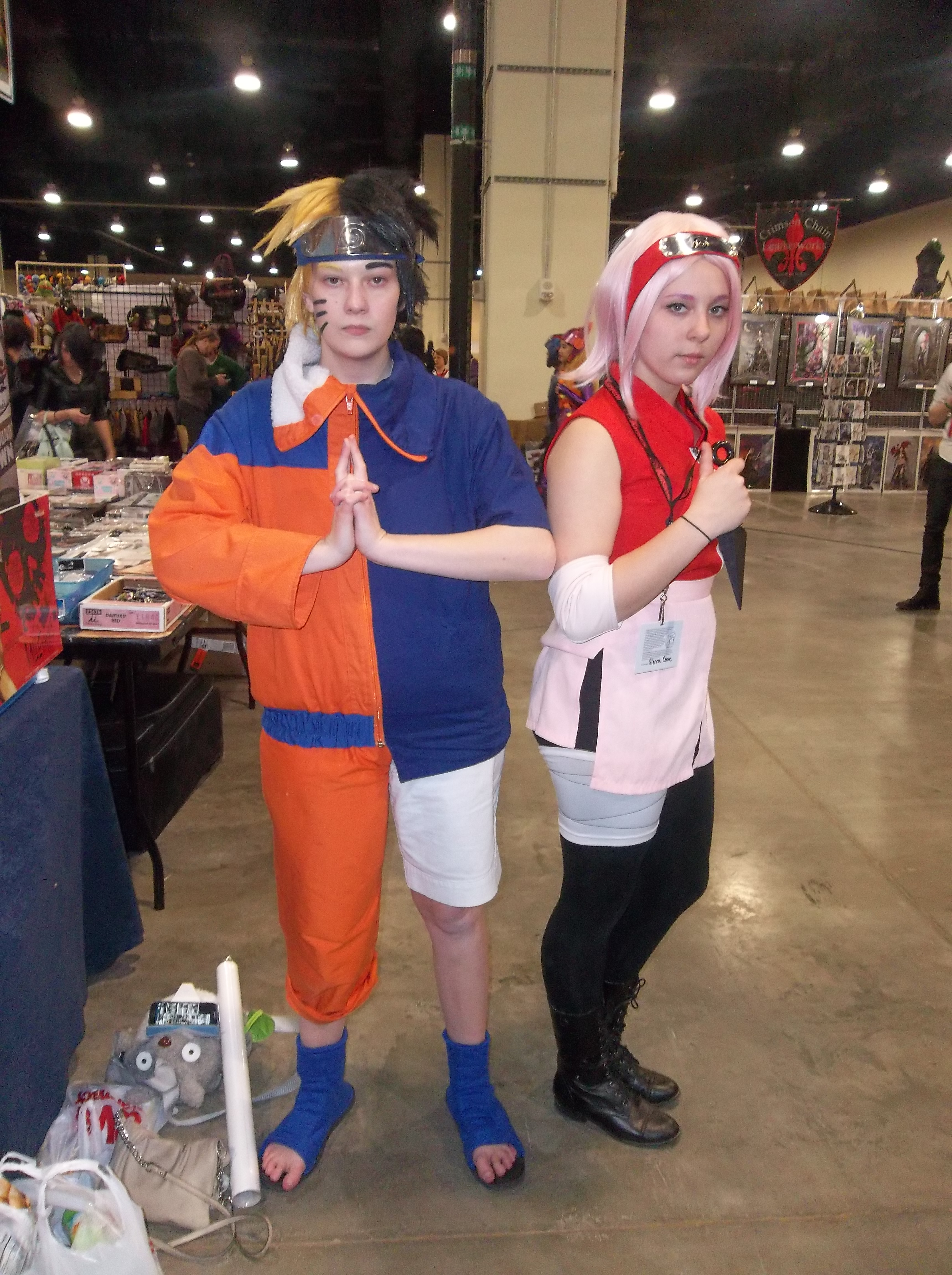
.

 La relation que Sakura entretient avec son autre coéquipier, Naruto Uzumaki, change grandement tout au long de la série. Au début de la série, Sakura considère Naruto comme un idiot sans talent qui passe son temps à lui gâcher la vie. Par la suite, les progrès et le dévouement de Naruto lui feront changer d'avis (elle apprend de la bouche même de Sasuke que c'est Naruto qui l'a protégée pendant son combat contre Gaara). Après que Sasuke a quitté Konoha à la fin de la première partie de la série, Sakura supplie Naruto de le ramener. Cependant Naruto n'y parvient pas, mais promet de ramener un jour Sasuke à Sakura. Par la suite, Sakura passe deux ans et demi à s'entraîner afin de pouvoir aider Naruto lors de sa prochaine tentative. C'est à cette époque qu'elle apprend que Naruto possède le démon Kyūbi en lui et, qu'à cause de cela, il est pourchassé par l'Akatsuki. Prenant conscience de la dureté de la vie de Naruto et du danger qui menace son camarade, elle devient très protectrice envers lui et fait tout pour qu'il puisse surmonter ses obstacles. Par ailleurs, elle assiste, pour la première fois, à la transformation de Naruto en Kyûbi, lors du combat de ce dernier contre Orochimaru : elle est alors fortement surprise et impressionnée de voir ça de près. Lorsque celui-ci est sous l'apparence d'un démon-renard miniature, elle tente de l'arrêter en le raisonnant, mais il la blesse au bras. Bien que Sakura ne supporte pas le comportement infantile de Naruto et que celui-ci n'en fasse qu'à sa tête (parce qu'il fonce dans le tas tête baissée sans réfléchir aux conséquences), elle semble très attachée à lui, puisque Naruto n'a jamais cessé d'être présent pour elle et lui a sauvé la vie à plusieurs reprises. Même Yamato remarque les sentiments profonds que Sakura éprouve peut-être pour Naruto lorsque celle-ci le soigne, blessé qu'il est par le chakra de Kyûbi après son combat contre Orochimaru. Sakura n'hésite pas aussi à défendre Naruto contre quiconque ose se moquer de lui (comme Saï par exemple). Lors du conseil des cinq kage, Sakura vient à la rencontre de Naruto afin de le délier de sa promesse de ramener Sasuke et elle lui fait une déclaration d'amour. Mais Naruto refuse de la croire et lorsque cette dernière le prend dans ses bras, il la repousse. D'ailleurs, on peut également s'apercevoir que Sakura a aussi le même tempérament que Naruto : elle refuse d'abandonner lors des combats, comme contre Ino lors des éliminatoires de l'examen chunin et Sasori lors du sauvetage de Gaara. Comme Naruto, elle n'en fait parfois qu'à sa tête et fonce tête baissée sans réfléchir aux conséquences.

Cosplays de Sakura avec Naruto
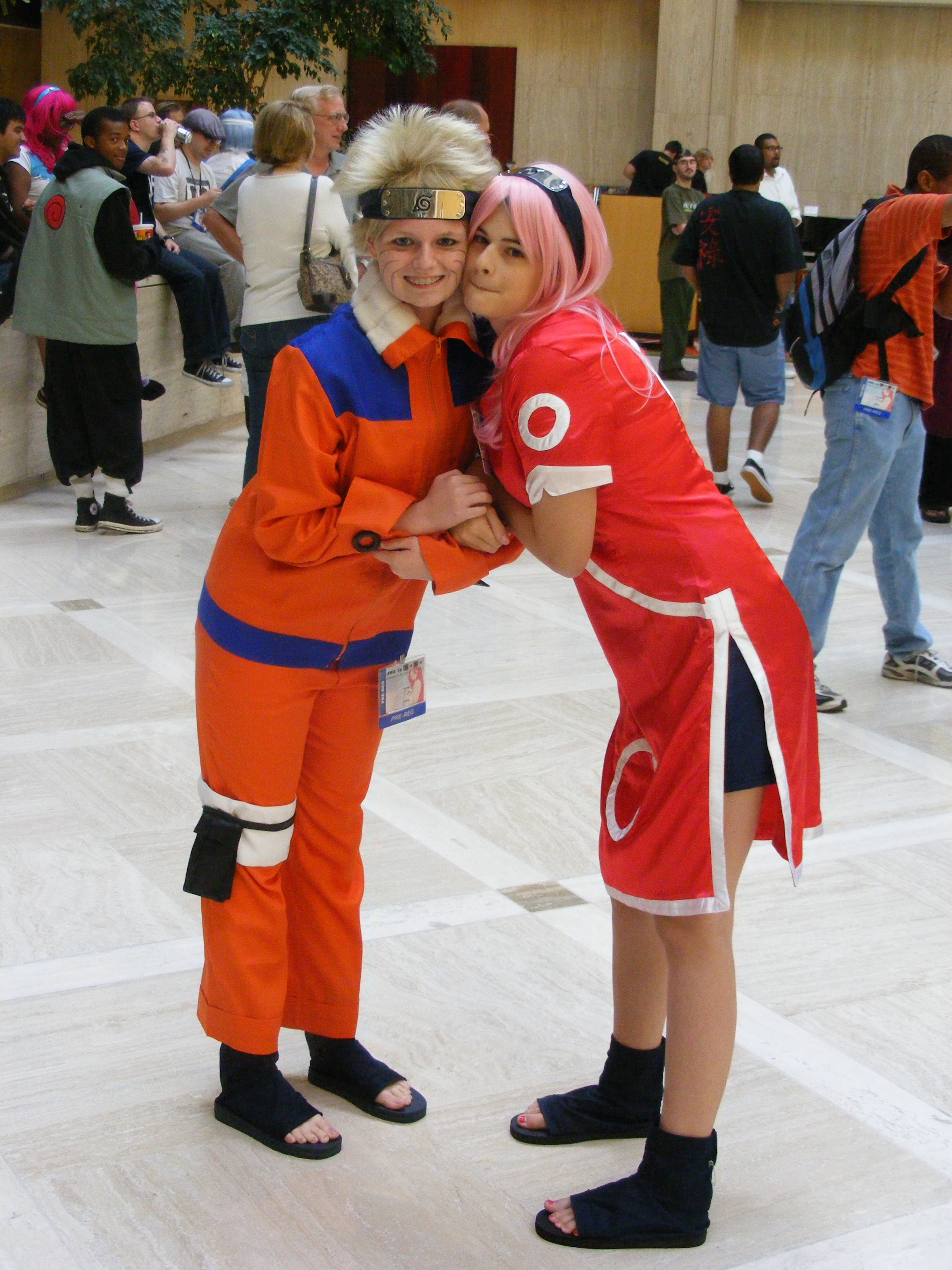
Jeunes....
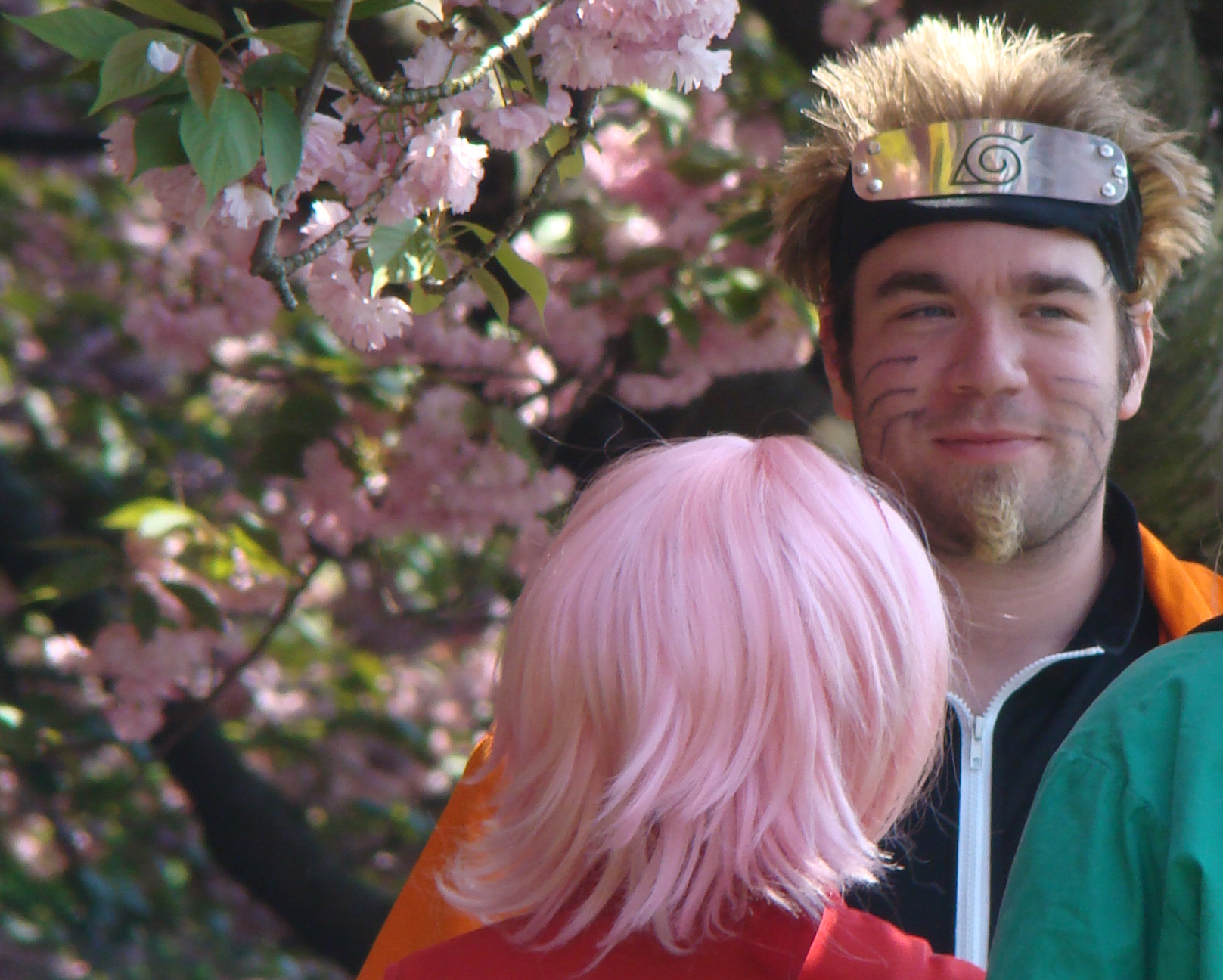
...et devenus adultes.

 Depuis toute petite, Sakura subissait les moqueries de ses camarades à cause de son front, mais Ino l'a toujours défendue. Les deux jeunes filles deviennent ensuite meilleures amies, jusqu'au jour où elles tombent toutes deux amoureuses de Sasuke Uchiwa, ce qui créé une rivalité entre elles. Après le départ de ce dernier durant la première partie du manga, elles enterrent la hache de guerre et se réconcilient. Dans la seconde partie du manga, elles s'embrouillent pour des broutilles, mais malgré tout, elles restent toujours très complices. Comprenant qu'elle n'a aucune chance de conquérir Sasuke, Ino concentre son attention sur Saï.

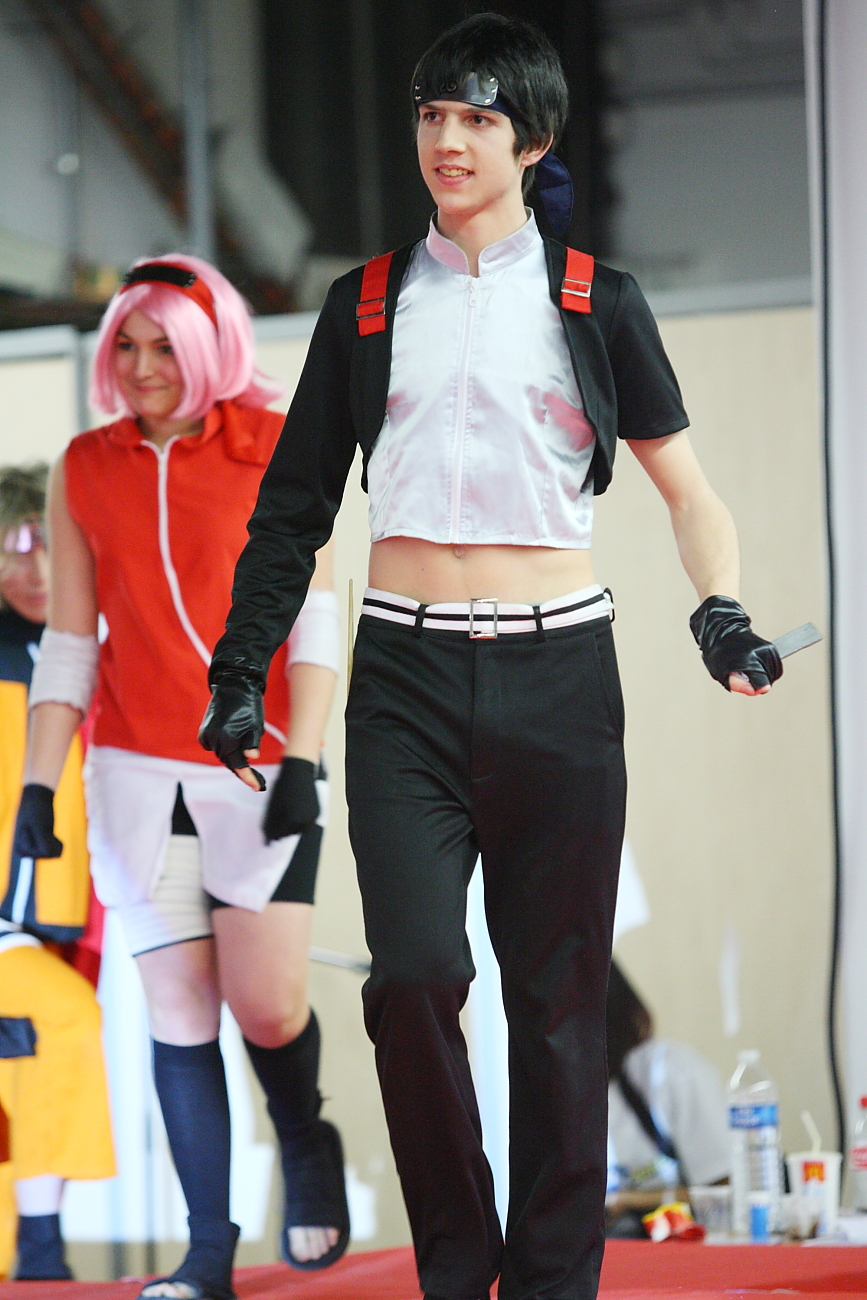
Paris Manga 9 (Naruto Shippuden Group) - Cosplay de Sakura avec Saï.

Sakura possède un « for intérieur » qui exprime ses émotions cachées. En plus de son aspect comique, son « for intérieur » dévoile ses véritables sentiments alors qu'elle montre aux autres l'opposé. Ce « for intérieur » est figuré par une image caricaturée, simplifiée et enfantine du visage de Sakura, parfois avec des yeux tout ronds, parfois en aparté dans un coin du cadre de la vignette à côté du visage “normal” du personnage ou parfois seul ; il possède donc une apparence typique, excessivement expressive et plus “rythmée” ; il est accompagné dans la version originale par l'exclamation « Shānnarō » (しゃーんなろー) (ce mot n'a pas de véritable traduction mais est le plus souvent traduit par « Yeah »). 
D'autres personnages, notamment Naruto (parfois même des adultes comme Jiraya, pris en flagrant délit de « péché mignon » ou de désirs inavouables), se voient aussi gentiment caricaturés par l'apparition d'un tel « for intérieur » typique, dont le décalage produit un effet comique assuré, et un moment de détente dans la narration. Bien qu'apparaissant régulièrement au début de la série, ce « for intérieur » de Sakura tend à disparaître au fil de l'histoire et n'est montré qu'une fois dans la seconde partie de la série. Cette disparition de son « for intérieur » vient du fait qu'elle exprime davantage ce qu'elle pense qu'au début de la série.
Sakura est une fille au caractère bien trempé qui est prête à tout pour défendre ses compagnons contre quiconque leur manque de respect. En plus d'avoir appris les techniques de soins et amélioré ses capacités au combat auprès de Tsunade, elle a également hérité de son tempérament, ce qui effraie parfois Naruto, Jiraya, voire son maître Kakashi. En revanche, la jeune kunoichi est dotée d'une grande sensibilité, car elle pleure très facilement, surtout lorsqu'elle est inquiète pour ses camarades qui sont en danger, lorsqu'elle souffre intérieurement ou se rend compte de la douleur de ses compagnons. Elle a également appris, grâce à Saï, à mentir avec un sourire et un discours mensonger ou tout au moins dissimulateur des ses vrais sentiments trop intimes, ou sous forme de “mensonge de courtoisie” pour éviter de blesser ses amis.

#### Capacités
Durant toute la première partie du manga, les capacités au combat de Sakura ne sont guère développées. On la voit principalement utiliser des techniques de base lors des quelques combats où elle participe et elle ne possède pas de compétences particulières au contraire du reste de l'équipe 7. En revanche, son professeur, Kakashi Hatake, repère très tôt en elle un excellent contrôle du chakra mais dont elle ne saura tirer avantage que dans la seconde partie du manga.
Après avoir été entraînée par Tsunade pendant deux ans et demi, Sakura a acquis deux nouvelles compétences largement optimisées par son très bon contrôle du chakra. Premièrement, elle peut soigner les blessures en tous genres, de la coupure au poison, et beaucoup la considèrent désormais comme un excellent médecin malgré son jeune âge. Ce nouveau rôle la contraint cependant à rester en retrait lors de la plupart des combats. L'autre compétence est sa force physique exceptionnelle qu'elle obtient, comme Tsunade, en concentrant du chakra dans une partie du corps et en le relâchant brutalement au contact de la cible, c'est ainsi qu'elle est capable de donner de puissants coups de poing. Cela lui permet, par exemple, de briser des rochers sans aucun problème.
Lors de la 4e grande guerre ninja, on constate que Sakura a grandement augmenté ses capacités ; elle peut invoquer Katsuyu et l’utiliser pour soigner un grand nombre de personnes à la fois (tous les ninjas de l’alliance), et est parvenue à maîtriser les techniques ultimes de Tsunade, tout en améliorant sa puissance offensive.

## Apparition dans les autres médias
Sakura est l'un des personnages principaux de la série et de ce fait elle apparaît dans la quasi-totalité des produits dérivés. Elle apparait notamment dans les trois films dérivés de la série animée,,
ainsi que dans les six films dérivés de la série Shippūden.
Bien qu'elle ne soit jamais le sujet principal de chacun de ces films, elle y tient toujours un rôle important.
Elle apparaît également dans les trois OAV dérivés de la série,, bien qu'elle y tienne le plus souvent un rôle moins important. À l'occasion de la vente de t-shirts de la série au magasin UNIQLO à Paris depuis le 28 septembre 2010, un OAV a été créé. Dans celui-ci, Sakura tient le corps sans vie de Naruto sur ses genoux et pleure. Lorsque celui-ci est ramené à la vie à la fin et qu'il lui touche le visage, Sakura fond en larmes, heureuse, et prend Naruto dans ses bras.
Sakura est aussi un personnage jouable dans l'ensemble des jeux vidéo dérivé de la série dont les Clash of Ninja ainsi que les Ultimate Ninja,,.
Dans certains jeux, elle peut utiliser son « for intérieur » ainsi qu'un grand nombre de Genjutsu. Les premiers jeux à la présenter sous sa forme de la seconde partie de la série sont Naruto: Clash of Ninja Revolution et Naruto Shippūden: Ultimate Ninja 4. Sakura apparaît également dans Naruto Shippūden: Ultimate Ninja Storm 2, Naruto Shippūden: Ultimate Ninja Storm Generations et Naruto Shippūden: Ultimate Ninja Storm 3 où elle peut être jouable en tenue de chunin portée de la quatrième grande guerre ninja et en écolière.
Margarina Flora, personnage de la bande dessinée en ligne Raruto, est un parodie de Sakura.

## Réception
Sakura était pendant longtemps bien positionnée dans les sondages du Shonen Jump, atteignant toujours le top 10 et deux fois le top 5. Cependant dans le dernier sondage datant de 2006, elle arrive seulement douzième. Comme les autres personnages principaux, elle fait l'objet d'un fort marchandisage. Il existe ainsi des peluches, des porte-clefs,, ainsi que sur des patches,.
Plusieurs sites web spécialisés dans le manga, l'animé ou les jeux vidéo ont critiqué le personnage de Sakura. IGN estime que Sakura apporte une forte présence féminine au manga,.
Joe Dodson de GameSpot estime que Sakura est avant tout utilisée dans la série comme ressort comique. Dans sa critique de l'épisode 110 de la série animée, Charles White de IGN salue le développement du personnage de Sakura qui parvient enfin à sortir de ses du début de la série. DVDanime la qualifie dans un premier temps d’inutile, tant « pour l’histoire que pour ses compagnons ». Il note cependant que le personnage « acquiert de l'épaisseur » dans la seconde partie,.

## Techniques
- Technique de permutation (変わり身の術, Kawarimi no Jutsu?)[27]
L'utilisateur substitue sa propre personne à un objet ou à une autre personne.
- Technique de dédoublement (分身の術, Bunshin no jutsu?)[28]
L'utilisateur créé des clones de lui-même qui n'ont pas de réel corps physique. Ils disparaissent au moindre choc.
- Métamorphose (変化の術, Henge no Jutsu?)
L'utilisateur se transforme en une personne, un objet, etc.
- Technique de l'Extraction du Poison (毒抜きの術, Dokunuki no jutsu?)
Ce jutsu très difficile, à l'aide d'effluves de chakra importantes, est utilisé pour tirer littéralement les substances étrangères d'un corps (comme le poison). Cependant, il doit être utilisé avec beaucoup de délicatesse car un mauvais geste risquerait de provoquer d'autres dommages internes au patient. Sakura emploie cette technique pour enlever le poison de Sasori de Kankurô après leur bataille. Chose très importante : seuls les médecins-ninjas les plus érudits utilisent cette technique, considérée comme très dure à réaliser.
- Technique de la Paume Surnaturelle ou Mystique (掌仙術, Shōsen Jutsu?)
Technique médicale universelle employée par le médecin-ninja pour guérir des blessures et pour exécuter la chirurgie. L'utilisateur concentre son chakra dans sa main et l'applique à la blessure, accélérant la régénération de cellules. Il peut aussi focaliser son chakra dans une lame pour faire des coupes en cas de besoin. Puisqu'elle est faite avec le chakra, l'utilisateur n'a pas besoin de couper à travers la peau du corps pour atteindre des muscles et des organes. Pour la pratiquer efficacement avec un côté curatif, une grande quantité de chakra est exigée. Par contre, couper semble être moins intensif en chakra. Cet aspect de découpage de ce jutsu peut également être employé dans le combat, bien qu'il exige une précision incroyable et une grande efficacité de la part de l'utilisateur.
- Explosion de la fleur de cerisier (桜花衝, Ōkashō?)[DB 2]
Un coup de poing surpuissant enseigné par Tsunade.
- Coup de talon légendaire[note 1] (痛天脚, Tsūten kyaku?)
Un coup de talon dans le sol capable de detruire la structure du terrain.
- Rupture du sceau (蔭封印・解, Infūin kai?)[29],[DB 3]
Sakura a scellé une grande quantité de chakra au niveau de son front. Elle peut ainsi le relâcher au moment opportun. Contrairement à Tsunade qui l’utilise pour soigner, Sakura l’utilise comme force offensive pour décupler la puissance de ses attaques.
- Technique d’invocation (口寄せの術, Kuchiyose no Jutsu?)[30],[DB 4] — rang C
Technique servant à invoquer des animaux ou des objets dont la puissance ou l’importance est déterminée selon la quantité de chakra utilisée. Sakura l’utilise pour invoquer la reine des limaces Katsuyu.
Cette technique est un pacte de sang avec la race invoquée (l’utilisateur signe avec son sang sur un parchemin). Elle nécessite donc que l’invocateur utilise son sang pour marquer la main qui va apposer l’invocation.
Dans le manga, les ninjas qui l’utilisent se mordent souvent le doigt pour obtenir rapidement ce sang nécessaire.
- La puissance des Cent (百豪の術, Byakugō no Jutsu?)
Le sceau frontal de Sakura s’étend sur tout son corps, et régénère instantanément les blessures qu’elle reçoit, aussi graves soient-elles, sans que Sakura n’ait à composer de mudrā.

### Anime / Films
- Le blizzard de Sakura (サクラ吹雪の術, Sakura fubuki no Jutsu?)
Cette technique apparaît dans le premier film Naruto. Sakura lance des kunaïs sur lesquels des petites bourses sont accrochées. Arrivées sur l’adversaire, ces bourses révèlent des parchemins explosifs de taille réduite qui forment un nuage autour de lui. Sakura fait ensuite exploser le tout avec un parchemin explosif relié à un kunaï.

### Jeux vidéo
- Sakura en son For Intérieur[A 25]
Sakura en arrière-plan, son for intérieur enchaine une série de coups de poing qui se terminent en un magistral coup de pied qui projette l'ennemi loin et haut dans les airs.
- Super Sakura en son For Intérieur[A 25]
Version plus puissante de « Sakura en son For Intérieur », avec plus de coups.
- Immense Sakura (Naruto Shippuden : Ultimate Ninja Storm 3)
Sakura effectue un genjutsu où autour d'elle, des pétales de cerisiers apparaissent. Une fois que l'adversaire s'introduit dans le périmètre des cerisiers, son immense For Intérieur apparaît et envoie un puissant coup de poing à l'adversaire.

### Artbooks
- (en) Masashi Kishimoto, The Art of Naruto: Uzumaki, VIZ Media, coll. « Art of Shonen Jump / Naruto », 25 octobre 2007, 145 p., Artbook (relié) / 215x305mm (ISBN 978-1-4215-1407-9, présentation en ligne)

### Databooks
- (ja) Masashi Kishimoto, NARUTO - Hiden Sha no Sho (NARUTO―ナルト―［秘伝・者の書］?) : Characters Official Data Book (キャラクターオフィシャルデータBOOK?), Tōkyō, Shūeisha, coll. « Jump Comics (ジャンプコミックス, Janpu Comikkusu?) / Naruto »,‎ 4 septembre 2008, 360 p., shinsho (新書?) / Tankōbon / 175x115mm (ISBN 978-4-08-874247-2, présentation en ligne)

### Tomes en français
- Masashi Kishimoto (trad. Sylvain Chollet), Naruto tome 1 : Naruto Uzumaki !!, Kana, coll. « Shonen Kana / Naruto », 9 mars 2002, 192 p., Tankōbon / 115x175mm (ISBN 2-87129-414-3 et 978-2-87129-414-6, présentation en ligne)
- Masashi Kishimoto (trad. Sylvain Chollet), Naruto tome 3 : Se battre pour ses rêves !!, Kana, coll. « Shonen Kana / Naruto », 6 juillet 2002, 208 p., Tankōbon / 115x175mm (ISBN 2-87129-427-5 et 978-2-87129-427-6, présentation en ligne)
- Masashi Kishimoto (trad. Sylvain Chollet), Naruto tome 6 : La détermination de Sakura !!, Kana, coll. « Shonen Kana / Naruto », 1er mars 2003, 192 p., Tankōbon / 115x175mm (ISBN 2-87129-511-5 et 978-2-87129-511-2, présentation en ligne)
- Masashi Kishimoto (trad. Sylvain Chollet), Naruto tome 8 : Au péril de sa vie !!, Kana, coll. « Shonen Kana / Naruto », 11 octobre 2003, 198 p., Tankōbon / 115x175mm (ISBN 2-87129-552-2 et 978-2-87129-552-5, présentation en ligne)
- Masashi Kishimoto (trad. Sylvain Chollet), Naruto tome 10 : Un ninja formidable… !!, Kana, coll. « Shonen Kana / Naruto », 20 mars 2004, 192 p., Tankōbon / 115x175mm (ISBN 2-87129-614-6 et 978-2-87129-614-0, présentation en ligne)
- Masashi Kishimoto (trad. Sébastien Bigini), Naruto tome 12 : L’oiseau s’est envolé… !!, Kana, coll. « Shonen Kana / Naruto », 3 juillet 2004, 192 p., Tankōbon / 115x175mm (ISBN 2-87129-635-9 et 978-2-87129-635-5, présentation en ligne)
- Masashi Kishimoto (trad. Sébastien Bigini), Naruto tome 20 : Naruto versus Sasuke !!, Kana, coll. « Shonen Kana / Naruto », 4 novembre 2005, 192 p., Tankōbon / 115x175mm (ISBN 2-87129-834-3 et 978-2-87129-834-2, présentation en ligne)
- Masashi Kishimoto (trad. Sébastien Bigini), Naruto tome 21 : Sans pitié !!, Kana, coll. « Shonen Kana / Naruto », 20 janvier 2006, 216 p., Tankōbon / 115x175mm (ISBN 2-87129-890-4 et 978-2-87129-890-8, présentation en ligne)
- Masashi Kishimoto (trad. Sébastien Bigini), Naruto tome 27 : Le jour du départ !!, Kana, coll. « Shonen Kana / Naruto », 19 janvier 2007, 192 p., Tankōbon / 115x175mm (ISBN 978-2-5050-0031-0, présentation en ligne)
- Masashi Kishimoto (trad. Sébastien Bigini), Naruto tome 28 : Le retour au pays !!, Kana, coll. « Shonen Kana / Naruto », 2 mars 2007, 192 p., Tankōbon / 115x175mm (ISBN 978-2-5050-0092-1, présentation en ligne)
- Masashi Kishimoto (trad. Sébastien Bigini), Naruto tome 30 : Chiyo et Sakura, Kana, coll. « Shonen Kana / Naruto », 6 juillet 2007, 192 p., Tankōbon / 115x175mm (ISBN 978-2-5050-0152-2, présentation en ligne)
- Masashi Kishimoto (trad. Sébastien Bigini), Naruto tome 32 : Sur les traces de Sasuke !!, Kana, coll. « Shonen Kana / Naruto », 19 octobre 2007, 192 p., Tankōbon / 115x175mm (ISBN 978-2-5050-0192-8, présentation en ligne)
- Masashi Kishimoto (trad. Sébastien Bigini), Naruto tome 33 : Mission top secret… !!, Kana, coll. « Shonen Kana / Naruto », 7 décembre 2007, 192 p., Tankōbon / 115x175mm (ISBN 978-2-5050-0242-0, présentation en ligne)
- Masashi Kishimoto (trad. Sébastien Bigini), Naruto tome 35 : Un nouveau duo !!, Kana, coll. « Shonen Kana / Naruto », 4 avril 2008, 208 p., Tankōbon / 115x175mm (ISBN 978-2-5050-0296-3, présentation en ligne)

### Tomes en japonais
- (ja) Masashi Kishimoto, NARUTO - 51 (NARUTO―ナルト―　　51?) : Sasuke VS Danzō…!! (サスケVSダンゾウ・・・！！?), Shūeisha, coll. « Jump Comics (ジャンプコミックス, Janpu Comikkusu?) / Naruto »,‎ 30  2010, shinsho (新書, shinsho?) / Tankōbon / 175x115mm (ISBN 978-4-08-870033-5, présentation en ligne)